# Dicranomyia (Dicranomyia) arthuriana
Dicranomyia (Dicranomyia) arthuriana is een tweevleugelige uit de familie steltmuggen (Limoniidae). De soort komt voor in het Australaziatisch gebied.